# Igor Mešin
Igor Mešin (Zagreb, 8. srpnja 1967.) je hrvatski kazališni, filmski i televizijski glumac i voditelj.

## Filmografija

### Televizijske uloge
- "Oblak u službi zakona" kao Požgaj (2022.)
- "Tvoje lice zvuči poznato" kao član žirija (2020.)
- "Dar mar" kao župan (2020.)
- "Samo ti pričaj" kao Ivan Jakšić (2015.)
- "Larin izbor" kao svećenik (2012.)
- "Stipe u gostima" kao Nenad "Neno" Kosmički (2008.; 2012.)
- "Tito" (2010.)
- "Bitange i princeze" kao pržinar (2009.)
- "Bračne vode" kao Ivan "Ivica" Kumarica (2008. – 2009.)
- "Odmori se, zaslužio si" kao Neno Kosmički (2006. – 2014.)
- "Luda kuća" kao Rudolf "Rudi" Volarić (2006. – 2010.)
- "Naša mala klinika" kao Milan "Mile" Car (2004. – 2007.)
- "Žutokljunac" kao Žutokljunac (2005.)
- "Osvajanja Ljudevita Posavca" (2004.)
- "Olujne tišine 1895-1995" kao Stjepan Radić (1997.)
- "Mlakarova ljubav" kao Mlakar (1993.)

### Voditeljske uloge
- "Ljepotice i genijalci" kao voditelj (2019.)
- "Tvoje lice zvuči poznato" kao voditelj (2014. – 2017.)
- "MasterChef Hrvatska" kao voditelj (2012.)
- "Supertalent" kao voditelj (2009. – 2011.; 2016.-danas)
- "Ne zaboravi stihove" kao voditelj (2008. – 2009.)

### Filmske uloge
- "Sve najbolje" kao policajac (2016.)
- "Gdje pingvini lete" kao Miran (2008.)
- "Nije kraj" kao carinik (2008.)
- "Reality" kao Roby W. (2008.)
- "Mrtvi kutovi" kao voditelj (2005.)
- "Pušća Bistra" kao Krivić (2005.)
- "Doktor ludosti" kao Horkić Mlađi (2003.)
- "Infekcija" kao policajac #1 (2003.)
- "Posljednja volja" kao konobar "Kod Bepa" (2001.)
- "Holding" kao Miroslav (2001.)
- "Nebo, sateliti" kao Rudi (2000.)
- "Crna kronika ili dan žena" kao policajac (2000.)
- "Četverored" kao Ante Moskov (1999.)
- "Bogorodica" kao vozač (1999.)
- "Tri muškarca Melite Žganjer" kao policajac (1998.)
- "Territorio Comanche" kao tehničar TV Bosne (1997.)
- "Rusko meso" (1997.)
- "Zagorje, dvorci" (1997.)
- "Prepoznavanje" kao policajac (1996.)
- "Gornja granica" (1995.)
- "Mrtva točka" (1995.)
- "Svaki put kad se rastajemo" (1994.)
- "Na rubu pameti" (1993.)
- "Zlatne godine" kao Talin dečko (1993.)
- "Dok nitko ne gleda" (1992.)
- "Vozačka dozvola" (1992.)
- "Obećana zemlja" (1986.)

### Sinkronizacija
- "Psići u ophodnji: Film" kao Marty Muckraker (2021.)
- "Poštar Pat" kao Pat Clifton (2014.)
- "MaksimUm" kao Metro Man (2010.)
- "Žuta minuta" kao Josip Tata Vanzemaljac (2005.)
- "Action Man" kao No Face (2002.)
- "Tri praščića" kao Srećko, najavljivač u vijestima, lisac, voditelj na televiziji i mačak (1996.)
- "Scooby Doo i Scrappy Doo" kao Scrappy (1996.)
- "Scooby Doo i braća Boo" kao Scrappy (1995.)
- "Gospodar Brzine (Speed Racer) kao Speed Racer (1995.)
- "Asterix u Americi" (1994.)
- "Scooby Doo i prijatelji" kao Scrappy Doo, Petar Vodenkonj, miš Brbljalo
- "Čarobnjak iz Oza" kao Lav
- "Medvjedići dobra srca" kao Hrabrić
- "X-Men" kao Cyclops
- "Iron Man" kao Iron Man
- "Svi psi idu u raj" kao Charlie
- "Casperov najbolji Božić" kao jedan od duhova
- "Vitezovi Mon Colle" kao Tanaka

## Vanjske poveznice
- Igor Mešin u internetskoj bazi filmova IMDb-u (engl.)
- Stranica na Kazalište Komedija.hr  Arhivirana inačica izvorne stranice od 16. veljače 2009. (Wayback Machine)